# Cima dei Cogn
La Cima dei Cogn (3.063 m s.l.m.) è una montagna che si trova in Svizzera sul confine tra il Canton Ticino ed il Canton Grigioni.

## Caratteristiche
La montagna si colloca a sud della Cima Rossa. Ad est è contornata dalla Val Calanca (nel Canton Grigioni) mentre ad ovest si trova la Val Malvaglia (nel Canton Ticino).

## Salita alla vetta
Si può salire sulla vetta partendo da Dandrio, frazione di Serravalle.